# Los Angeles Convention Center
Лос-Анджелесский конференц-центр (англ. Los Angeles Convention Center) — конференц-центр, расположенный на юго-западе делового района Лос-Анджелеса (Калифорния, США). Здесь проводятся такие известные мероприятия, как Лос-Анджелесский автосалон, Anime Expo. А также, ранее проводилась выставка Electronic Entertainment Expo, более известная, как E3.

### Летние Олимпийские игры 2028

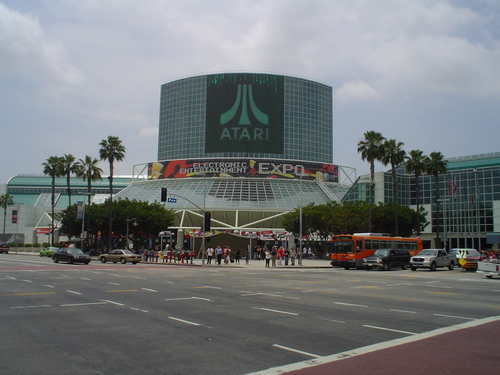
Комплекс во время выставки E3.

Во время проведения летних олимпийских игр 2028 года, в конференц-центре будут проходить соревнования по шести разным видам спорта: отборочные туры по баскетболу среди женщин, бокс, фехтование, тхэквондо и настольный теннис.